# Richard Owen
Richard Owen (20. července 1804 Lancaster – 18. prosince 1892 Richmond Park, Londýn) byl britský přírodovědec, anatom a paleontolog.
Jeho zřejmě nejslavnějším činem se stalo první oficiální pojmenování dinosaurů během veřejné přednášky v roce 1841 (oficiálně tiskem ale až v dubnu roku 1842), kdy zvolil složeninu řeckých slov deinos – strašný a sauros – plaz). Během 19. století patřil k předním osobnostem britské přírodovědy. Je také úzce spjat se vznikem Přírodopisného muzea v Londýně.
V roce 1838 byl za svou práci londýnskou Londýnskou geologickou společností vyznamenán Wollastonovou medailí. Ke konci života však již jeho význam mírně upadal.